# Stazione meteorologica di Canossa
La stazione meteorologica di Canossa è la stazione meteorologica di riferimento relativa alla località di Canossa.

## Coordinate geografiche
La stazione meteo si trova nell'Italia nord-orientale, in Emilia-Romagna, in Provincia di Reggio nell'Emilia, nel comune di Canossa, a 496 metri s.l.m. e alle coordinate geografiche 44°35′N 10°27′E.

## Dati climatologici
In base alla media trentennale di riferimento 1961-1990, la temperatura media del mese più freddo, gennaio, si attesta a +1,5 °C; quella del mese più caldo, luglio, è di +22,1 °C .
| Canossa            | Mesi | Mesi | Mesi | Mesi | Mesi | Mesi | Mesi | Mesi | Mesi | Mesi | Mesi | Mesi | Stagioni | Stagioni | Stagioni | Stagioni | Anno |
| Canossa            | Gen  | Feb  | Mar  | Apr  | Mag  | Giu  | Lug  | Ago  | Set  | Ott  | Nov  | Dic  | Inv      | Pri      | Est      | Aut      | Anno |
| ------------------ | ---- | ---- | ---- | ---- | ---- | ---- | ---- | ---- | ---- | ---- | ---- | ---- | -------- | -------- | -------- | -------- | ---- |
| T. max. media (°C) | 4,1  | 6,2  | 10,0 | 15,1 | 19,2 | 23,5 | 25,9 | 25,1 | 21,3 | 15,0 | 8,9  | 4,8  | 5,0      | 14,8     | 24,8     | 15,1     | 14,9 |
| T. min. media (°C) | −1,1 | −0,4 | 3,7  | 7,7  | 11,2 | 15,5 | 18,3 | 17,9 | 14,7 | 9,4  | 4,4  | 0,5  | −0,3     | 7,5      | 17,2     | 9,5      | 8,5  |